# Miriam Stevenson
Miriam Stevenson, tên đầy đủ là Miriam Jacqueline Stevenson là một nữ hoàng sắc đẹp người Mỹ. Bà là Miss USA 1954 và đồng thời là Miss USA đầu tiên trong lịch sử đăng quang Hoa hậu Hoàn vũ.
Chiến thắng của bà tại cuộc thi Hoa hậu Hoàn vũ 1954 là một mốc rất đáng nhớ khi bà cùng người đẹp đại diện cho Brasil lúc đó là Martha Rocha có số điểm ngang bằng nhau. Tuy nhiên Miriam đã chiến thắng do có hình thể tốt hơn. Á hậu 1 Martha Rocha được nhận chiếc ô tô mà Miriam đã thắng ở cuộc thi Miss USA như phần thưởng an ủi.
Miriam Stevenson đồng thời cũng là Hoa hậu South Carolina 1953 và đại diện bang này tham dự Miss America.